# Złota Piłka FIFA 2012
Złota Piłka FIFA 2012 – nagroda, która została przyznana 7 stycznia 2013 roku w Zurychu w Szwajcarii.

## Zwycięzcy

### FIFA Ballon d’Or
| Miejsce | Zawodnik          | Państwo    | Klub         | Głosy  |
| ------- | ----------------- | ---------- | ------------ | ------ |
| 1.      | Lionel Messi      | Argentyna  | FC Barcelona | 41,60% |
| 2.      | Cristiano Ronaldo | Portugalia | Real Madryt  | 23,68% |
| 3.      | Andrés Iniesta    | Hiszpania  | FC Barcelona | 10,91% |

20 zawodników nominowanych do nagrody Złota Piłka FIFA 2011:
| Miejsce | Zawodnik           | Państwo                  | Klub                             | Głosy |
| ------- | ------------------ | ------------------------ | -------------------------------- | ----- |
| 4.      | Xavi               | Hiszpania                | FC Barcelona                     | 4,08% |
| 5.      | Radamel Falcao     | Kolumbia                 | Atlético Madryt                  | 3,67% |
| 6.      | Iker Casillas      | Hiszpania                | Real Madryt                      | 3,18% |
| 7.      | Andrea Pirlo       | Włochy                   | Juventus F.C.                    | 2,66% |
| 8.      | Didier Drogba      | Wybrzeże Kości Słoniowej | Chelsea / Shanghai Shenhua       | 2,60% |
| 9.      | Robin van Persie   | Holandia                 | Arsenal / Manchester United      | 1,45% |
| 10.     | Zlatan Ibrahimović | Szwecja                  | A.C. Milan / Paris Saint-Germain | 1,24% |
| 11.     | Xabi Alonso        | Hiszpania                | Real Madryt                      | 1,09% |
| 12.     | Yaya Touré         | Wybrzeże Kości Słoniowej | Manchester City                  | 0,76% |
| 13.     | Neymar             | Brazylia                 | Santos FC                        | 0,61% |
| 14.     | Mesut Özil         | Niemcy                   | Real Madryt                      | 0,41% |
| 15.     | Wayne Rooney       | Anglia                   | Manchester United                | 0,39% |
| 16.     | Gianluigi Buffon   | Włochy                   | Juventus F.C.                    | 0,35% |
| 17.     | Sergio Agüero      | Argentyna                | Manchester City                  | 0,30% |
| 18.     | Sergio Ramos       | Hiszpania                | Real Madryt                      | 0,22% |
| 19.     | Manuel Neuer       | Niemcy                   | Bayern Monachium                 | 0,21% |
| 20.     | Sergio Busquets    | Hiszpania                | FC Barcelona                     | 0,20% |
| 21.     | Gerard Piqué       | Hiszpania                | FC Barcelona                     | 0,11% |
| 22.     | Karim Benzema      | Francja                  | Real Madryt                      | 0,11% |
| 23.     | Mario Balotelli    | Włochy                   | Manchester City                  | 0,07% |

### Najlepsza piłkarka
| Miejsce | Zawodniczka  | Państwo           | Klub                   | Głosy  |
| ------- | ------------ | ----------------- | ---------------------- | ------ |
| 1.      | Abby Wambach | Stany Zjednoczone | Western New York Flash | 20,67% |
| 2.      | Marta        | Brazylia          | Tyresö FF              | 13,50% |
| 3.      | Alex Morgan  | Stany Zjednoczone | Seattle Sounders       | 10,87% |

7 zawodniczek nominowanych do nagrody Zawodniczki Roku FIFA 2011:
| Miejsce | Zawodniczka        | Państwo           | Klub               | Głosy  |
| ------- | ------------------ | ----------------- | ------------------ | ------ |
| 4.      | Homare Sawa        | Japonia           | INAC Kobe Leonessa | 10,85% |
| 5.      | Christine Sinclair | Kanada            | bez klubu          | 10,33% |
| 6.      | Carli Lloyd        | Stany Zjednoczone | bez klubu          | 7,99%  |
| 7.      | Camille Abily      | Francja           | Olympique Lyon     | 7,70%  |
| 8.      | Aya Miyama         | Japonia           | Yunogo Belle       | 7,51%  |
| 9.      | Miho Fukumoto      | Japonia           | Yunogo Belle       | 7,32%  |
| 10.     | Megan Rapinoe      | Stany Zjednoczone | Seattle Sounders   | 2,89%  |

### Najlepszy trener w futbolu męskim
| Miejsce | Trener             | Państwo    | Zespół       | Głosy  |
| ------- | ------------------ | ---------- | ------------ | ------ |
| 1       | Vicente del Bosque | Hiszpania  | Hiszpania    | 34,51% |
| 2       | José Mourinho      | Portugalia | Real Madryt  | 20,49% |
| 3       | Josep Guardiola    | Hiszpania  | FC Barcelona | 12,91% |

### Najlepsza trener w futbolu kobiecym
| Miejsce | Trenerka     | Państwo | Zespół            | Głosy  |
| ------- | ------------ | ------- | ----------------- | ------ |
| 1       | Pia Sundhage | Szwecja | Stany Zjednoczone | 28,59% |
| 2       | Norio Sasaki | Japonia | Japonia           | 23,83% |
| 3       | Bruno Bini   | Francja | Francja           | 9,02%  |

### FIFA/FIFPro World XI
| Pozycja | Zawodnik          | Państwo    | Klub            |
| ------- | ----------------- | ---------- | --------------- |
| BR      | Iker Casillas     | Hiszpania  | Real Madryt     |
| OB      | Dani Alves        | Brazylia   | FC Barcelona    |
| OB      | Gerard Piqué      | Hiszpania  | FC Barcelona    |
| OB      | Sergio Ramos      | Hiszpania  | Real Madryt     |
| OB      | Marcelo           | Brazylia   | Real Madryt     |
| PO      | Xabi Alonso       | Hiszpania  | Real Madryt     |
| PO      | Xavi              | Hiszpania  | FC Barcelona    |
| PO      | Andrés Iniesta    | Hiszpania  | FC Barcelona    |
| NA      | Lionel Messi      | Argentyna  | FC Barcelona    |
| NA      | Radamel Falcao    | Kolumbia   | Atlético Madryt |
| NA      | Cristiano Ronaldo | Portugalia | Real Madryt     |

### Nagroda FIFA im. Puskása
| Miejsce | Zawodnik       | Państwo  | Zespół          | Uwagi |
| ------- | -------------- | -------- | --------------- | ----- |
| 1.      | Miroslav Stoch | Słowacja | Fenerbahçe SK   |       |
|         | Radamel Falcao | Kolumbia | Atlético Madryt |       |
|         | Neymar         | Brazylia | Santos FC       |       |

### Nagroda Prezydenta FIFA
- Franz Beckenbauer

### Nagroda FIFA Fair Play
- Uzbecki Związek Piłki Nożnej